# ژان دنی وانگا
ژان دنی وانگا (فرانسوی: Jean Dénis Wanga‎؛ زادهٔ ۱۲ آوریل ۱۹۷۵) بازیکن فوتبال اهل کامرون بود.
از باشگاه‌هایی که در آن بازی کرده است می‌توان به باشگاه فوتبال ایگالئو اشاره کرد.
وی همچنین در تیم ملی فوتبال کامرون بازی کرده است.